# Ruisseau de la Gardelle
Le ruisseau de la Gardelle est une rivière du sud-ouest de la France, dans le département de la Lozère, en ancienne région Languedoc-Roussillon, donc en nouvelle région Occitanie, affluent de la Truyère sous-affluent de la Garonne par le Lot.

## Géographie
De 11,5 km de longueur, le ruisseau de la Gardelle prend sa source dans le département de la Lozère commune de Le Malzieu-Forain sous le nom de Narce Grande prend le nom de ruisseau de Mialanes puis prend le nom de ruisseau de Mialanette avant de recevoir les eaux du ruisseau de Fontanille, et de devenir le ruisseau de la Gardelle avant de se jeter dans la Truyère en rive droite sur la commune de Saint-Alban-sur-Limagnole.

### Départements et communes traversées
- Lozère : Le Malzieu-Forain, Saint-Alban-sur-Limagnole, Lajo.

## Principaux affluents
- Ruisseau des Ducs : 3,6 km
- Ruisseau de Fontanille : 5,8 km